# McLaren M7A
O M7A, M7B, M7C e M7D foram os modelos da McLaren das temporadas de 1968, 1969, 1970 e parte da 1971 da F1. 
Foi guiado por Bruce McLaren, Denny Hulme e Dan Gurney.
McLaren